# Arvidsjaur
Arvidsjaur er et byområde i Lappland og hovedby i Arvidsjaurs kommune i Norrbottens län i det nordligste Sverige. Arvidsjaur ligger cirka 110 kilometer syd for polarcirklen og havde 4.635 indbyggere i 2010.
Arvidsjaur er blevet til et stort centrum for Europas bilindustri, der i vinterhalvåret udfører biltest i vintermiljø. Der drives også turistvirksomhed med alpin skisport ved bl.a. Vittjåkk skianlæg og vandringer og sportsfiskeri i vildmarken om hhv. vinteren og sommeren.
Byen ligger ved europavej E45, også kaldet Inlandsvägen, og riksväg 95, også kaldet Silvervägen; førstnævnte går mod Jokkmokk i nord og Vilhelmina i syd, og sidstnævnte går mod Skellefteå i øst og Arjeplog i vest.
Lufthavnen Arvidsjaur Airport ligger få kilometer udenfor byen, hvorfra daglige ture afgår til Stockholm. Om vinteren beflyves lufthavnen af charterfly fra Tyskland med forsyninger til den omfattende biltestvirksomhed i området.
Jernbanelinjen Inlandsbanan går gennem Arvidsjaur, der også er endestation for tværbanen til Jörn.